# Gare de Sint-Mariaburg
La gare de Sint-Mariaburg (en néerlandais : station Sint-Mariaburg), est une gare ferroviaire belge de la ligne 12 d'Anvers-Central à la frontière néerlandaise (Roosendael), située à Sint-Mariaburg (nl) quartier résidentiel de la ville d'Anvers, dans la province d'Anvers.
Point d'arrêt ouvert en 1933 par la Société nationale des chemins de fer belges (SNCB) devenu une halte, elle est inaugurée officiellement en 1935.
C'est une halte voyageurs de la Société nationale des chemins de fer belges (SNCB) desservie par des trains Suburbains (S32).

## Situation ferroviaire
Établie à environ 4 mètres d'altitude, la gare de Sint-Mariaburg est située au point kilométrique (PK) 12,5 de la ligne 12 d'Anvers-Central à la frontière néerlandaise (Roosendael), entre les gares d'Ekeren et de Kapellen. S'intercale la halte d'Heikestraat (fermée).

## Histoire
La ligne d'Anvers à la frontière hollandaise se prolongeant vers Lage Zwaluwe est mise en service par la Compagnie du chemin de fer d'Anvers à Rotterdam. Les Chemins de fer de l'État belge qui ont repris la ligne en 1872 et ajouté une deuxième voie en 1881.
Un point d'arrêt est créé en 1933, à la demande des citadins désireux de venir se promener dans les bois proches et des habitants de ce quartier résidentiel. La halte de Sint-Mariaburg est officiellement inaugurée en 1935 par la Société nationale des chemins de fer belges (SNCB).

## Service voyageurs

### Accueil
Halte SNCB, c'est un point d'arrêt non géré (PANG) à accès libre. Elle dispose d'un automate pour l'achat de titres de transport. Les quais sont équipés de deux ou trois abris.
La traversée des voies s'effectue par des escaliers permettant d'utiliser le pont routier qui surplombe la halte.

### Desserte
La halte de Sint-Mariaburg est desservie par des trains Suburbains (S) de la SNCB circulant sur la ligne commerciale 12 (Anvers - Essen - frontière) (voir brochure SNCB).
En semaine, tout comme les week-ends et jours fériés, la desserte est constituée d'un train S32 entre Rosendael et Puurs (toutes les heures).

### Intermodalité
Un parking pour les vélos (gratuit) y est aménagé, quelques rares places de stationnement pour les véhicules sont situées à proximité.

## Comptage voyageurs
Le graphique et le tableau montrent le nombre de passagers qui en moyenne embarquent durant la semaine, le samedi et le dimanche.
| Tabel: Nombre de voyageurs qui embarquent à la gare de Sint-Mariaburg | Tabel: Nombre de voyageurs qui embarquent à la gare de Sint-Mariaburg | Tabel: Nombre de voyageurs qui embarquent à la gare de Sint-Mariaburg | Tabel: Nombre de voyageurs qui embarquent à la gare de Sint-Mariaburg |
|                                                                       | Semaine                                                               | Samedi                                                                | Dimanche                                                              |
| --------------------------------------------------------------------- | --------------------------------------------------------------------- | --------------------------------------------------------------------- | --------------------------------------------------------------------- |
| 1977                                                                  | 98                                                                    | 53                                                                    | 70                                                                    |
| 1978                                                                  | 98                                                                    | 36                                                                    | 33                                                                    |
| 1979                                                                  | 187                                                                   | 55                                                                    | 33                                                                    |
| 1980                                                                  | 198                                                                   | 58                                                                    | 65                                                                    |
| 1981                                                                  | 223                                                                   | 62                                                                    | 71                                                                    |
| 1982                                                                  | 230                                                                   | 71                                                                    | 41                                                                    |
| 1983                                                                  | 188                                                                   | 36                                                                    | 41                                                                    |
| 1984                                                                  | 193                                                                   | 66                                                                    | 75                                                                    |
| 1985                                                                  | 167                                                                   | 63                                                                    | 55                                                                    |
| 1986                                                                  | 152                                                                   | 47                                                                    | 39                                                                    |
| 1987                                                                  | 157                                                                   | 46                                                                    | 37                                                                    |
| 1988                                                                  | 162                                                                   | 40                                                                    | 67                                                                    |
| 1989                                                                  | 175                                                                   | 53                                                                    | 68                                                                    |
| 1990                                                                  | 190                                                                   | 46                                                                    | 44                                                                    |
| 1991                                                                  | 164                                                                   | 63                                                                    | 68                                                                    |
| 1992                                                                  | 189                                                                   | 55                                                                    | 59                                                                    |
| 1993                                                                  | 178                                                                   | 62                                                                    | 92                                                                    |
| 1994                                                                  | 210                                                                   | 77                                                                    | 78                                                                    |
| 1995                                                                  | 199                                                                   | 66                                                                    | 47                                                                    |
| 1996                                                                  | 218                                                                   | 75                                                                    | 51                                                                    |
| 1997                                                                  | 252                                                                   | 78                                                                    | 58                                                                    |
| 1998                                                                  | 146                                                                   | 36                                                                    | 56                                                                    |
| 1999                                                                  | 125                                                                   | 58                                                                    | 70                                                                    |
| 2000                                                                  | 143                                                                   | 39                                                                    | 70                                                                    |
| 2001                                                                  | 140                                                                   | 44                                                                    | 54                                                                    |
| 2002                                                                  | 107                                                                   | 48                                                                    | 39                                                                    |
| 2003                                                                  | 125                                                                   | 40                                                                    | 42                                                                    |
| 2004                                                                  | 131                                                                   | 32                                                                    | 57                                                                    |
| 2005                                                                  | 103                                                                   | 47                                                                    | 72                                                                    |
| 2006                                                                  | 115                                                                   | 51                                                                    | 54                                                                    |
| 2007                                                                  | 99                                                                    | 54                                                                    | 66                                                                    |
| 2008                                                                  | -                                                                     | -                                                                     | -                                                                     |
| 2009                                                                  | 93                                                                    | 45                                                                    | 18                                                                    |
| 2010                                                                  | -                                                                     | -                                                                     | -                                                                     |
| 2011                                                                  | -                                                                     | -                                                                     | -                                                                     |
| 2012                                                                  | 81                                                                    | 102                                                                   | 41                                                                    |
| 2013                                                                  | 114                                                                   | 57                                                                    | 35                                                                    |
| 2014                                                                  | 118                                                                   | 61                                                                    | 47                                                                    |
| 2015                                                                  | 104                                                                   | 51                                                                    | 34                                                                    |
| 2016                                                                  | 119                                                                   | 63                                                                    | 58                                                                    |
| 2017                                                                  | 126                                                                   | 69                                                                    | 58                                                                    |
| 2018                                                                  | 167                                                                   | 111                                                                   | 67                                                                    |
| 2019                                                                  | 247                                                                   | 100                                                                   | 70                                                                    |
| 2020                                                                  | 176                                                                   | 96                                                                    | 70                                                                    |
| 2021                                                                  | -                                                                     | -                                                                     | -                                                                     |
| 2022                                                                  | 153                                                                   | 32                                                                    | 19                                                                    |
| 2023                                                                  | 200                                                                   | 82                                                                    | 63                                                                    |
| 2024                                                                  | 251                                                                   | 134                                                                   | 73                                                                    |